# Pornnappan Pornpenpipat
Pour les articles homonymes, voir Nene.
Pornnappan Pornpenpipat, (Thaï : พรนับพัน พรเพ็ญพิพัฒน์) dite Nene ou Zheng Naixin (chinois simplifié : 郑乃馨 ; pinyin : Zhèng Nǎixīn) née le 25 juin 1997 à Krung Thep, est une chanteuse thaï-chinoise.

## Biographie

### Jeunesse et formation
Née à Krung Thep, elle entre à l'école préparatoire d'ingénierie thaï-allemande et à l'université de technologie du roi Mongkut au nord de Bangkok.

### Carrière professionnelle
Le 8 novembre 2015, elle commence sa carrière en faisant ses débuts en tant que membre du groupe d'idols MilkShake par GMM Grammy.
En avril 2020, elle utilise le nom de scène Zheng Naixin et participe à l'émission de télé-réalité « Produce Camp 2020 » de Tencent Video.

### Vie personnelle
Elle est en couple avec Vachirawit Chivaaree depuis 2024,.

## Filmographie

### Télévision
- 2020 : 2gether: The Series : Air

## Discographie

### EP
- 2023 : Gentle on My Mind